# لوکهارت، نیو ساوت ولز
لوکهارت (به انگلیسی: Lockhart) یک شهرک در استرالیا است که در Lockhart Shire واقع شده‌است.